# Письма с рицином (2003)
Письма с рицином — название инцидентов с двумя письмами, содержавшими в себе рицин, найденными в двух отдельных случаях в период с октября по ноябрь 2003 года. Одно письмо было отправлено по почте в Белый дом и его перехватили на объекте обработки; другое письмо (без адреса) было обнаружено в Южной Каролине.
Письма были отправлены от имени человека, называвшего себя «Падшим Ангелом» (англ. «Fallen Angel»). Отправитель, который утверждал, что является владельцем транспортной компании, выразил недовольство по поводу изменений в федеральных правилах грузоперевозки. В 2004 году федеральными правоохранительными органами, расследовавшими дело, была предложена награда в 100 000 $ тому, кто поможет разыскать это лицо, но на сегодняшний день эту награду никто не получил.

## Письма

### Письмо октября 2003 года
15 октября 2003 года был обнаружен пакет в центре почтовой сортировки в Гринвилле, Южная Каролина, недалеко от международного аэропорта Гринвилл-Спартанбург. Пакет содержал письмо и небольшой металлический флакон, содержавший порошок рицина. На наклейке на внешней стороне конверта, содержавшего флакон, имелось сообщение: «Внимание, в герметичный контейнер заключён яд рицина. Не открывайте без надлежащей защиты». Наличие рицина было подтверждено Центром по контролю и профилактике заболеваний США 21 октября. Письмо в конверте было отпечатано на машинке в Министерстве транспорта. Его содержание было следующим:

Для департамента транспорта: Я владелец компании морских грузоперевозок. У меня есть свободный доступ к касторовому жмыху. Если моё требование будет отклонено, я могу изготовить рицин. Мое требование простое, 4 января 2004 вступают в силу новые часы работы для грузовиков, которые включают в себя нелепые десять часов нахождения [водителя] на спальном причале. Оставьте восемь или я начну рассылку. Это письмо — последнее предупреждение, которое было мною отправлено.
Падший Ангел.
Несмотря на потенциально смертельную природу яда, никто не пострадал от рицина. В учреждениях Гринвилла, где письмо было найдено, заявили, что нигде более не находили рицин в последующие недели. Кроме того, на конверте письма не было никакого адреса доставки и штемпеля.

### Письмо ноября 2003 года
Это машинописное письмо было отправлено в Белый дом с флаконом порошка рицина 6 ноября 2003 года, ещё одно письмо, описываемое как «почти идентичное», было обнаружено в октябре. На этот раз письмо было адресовано в Белый дом и было обнаружено в центре обработки в Вашингтоне. Письмо содержало небольшой пузырёк с белым порошкообразным веществом, которое первоначально в тесте на рицин получило отрицательный результат. Секретная служба США заказала повторное тестирование, которое показало, что письмо, «вероятно, содержало в себе рицин».
На письмо поставили почтовый штемпель 17 октября в городе Чаттануга, штат Теннесси. Несмотря на то, что в письме содержались угрожающие формулировки в адрес Белого дома, письмо было снова направлено в Министерство транспорта США и написано человеком, именующим себя «Падшим Ангелом», как и в предыдущих письмах. В тексте письма говорилось:

Департамент транспорта
Если вы измените часы работы
4 января 2004 Я обращу Вашингтон в город-призрак
В письме порошок рицина
хорошего дня
Падший Ангел

До 12 ноября Секретная служба не предупреждала Белый дом, Федеральное бюро расследований, и другие ключевые учреждения, в том числе CDC, что тест на обнаружение рицина оказался положительным. 21 ноября 2003 в еженедельном отчёте по заболеваемости и смертности было рекомендовано, что до тех пор, пока «Падший Ангел» не будет задержан, «медицинские работники и должностные лица общественного здравоохранения должны рассматривать рицин как потенциальную угрозу общественного здравоохранения и должны быть бдительными при признаках отравления рицином». В ноябрьском предупреждении CDC упоминается только первое письмо «Падшего ангела». Обнаружение рицина в письме, которое было направлено в Белый дом, не было раскрыто общественности до начала февраля 2004 года. Публичное раскрытие второго письма от «Падшего ангела» совпало с открытием рицина в комнате почты офисного здания сената.

### Заражение отделения почты
2 февраля 2004 года в почтовом зале сенатором Биллом Фристом в Здании Сената США имени Дирксена на сортировочной машине было найдено белое порошкообразное вещество. Тесты, проведённые 3 февраля, подтвердили, что вещество является рицином. Положительные результаты испытаний были указаны в шести из восьми предварительных испытаний по существу. Обнаружение рицина привело к проведению обеззараживания более 12 сотрудников, а также закрытию здания Дирксена, Харта и Рассела.

## Расследования

### Падший ангел
Внимание ФБР почтовой инспекции США (USPIS) и Офиса Генерального инспектора Департамента транспорта (DOT) мгновенно привлёк человек, который называет себя «Падшим Ангелом». ФБР является ведущим учреждением в расследовании личности «Падшего Ангела». Федеральные чиновники, особенно в Министерстве внутренней безопасности США, заметили, что письма не имеют признаков международного терроризма и, скорее всего, распространялись с помощью доморащённого преступника.
4 января 2004 года ФБР вместе с USPIS и DOT предложило награду в 100 000 $ в связи с делом в Гринвилле, Южная Каролина в октябре 2003 года. В конце 2004 года размер вознаграждения увеличился до 120 000 $. На сегодняшний день преступник так и не был найден.

### ЗаражениеЗдания Сената США имени Дирксена
Сразу же после инцидента в офисе Фриста ФБР и полицией Капитолия Соединённых Штатов была поставлена задача расследования. Как и в случае с расследованием личности «Падшего Ангела», ФБР является ведущим агентством. Детективы и агенты сосредоточены на возможности, что лицо, ответственное за распространение писем с рицином, также ответственно за заражение здания Дирксена. В течение двух недель после инцидента у следователей появились сомнения в законности положительных тестов на рицин, найденный в здании Сената. Результаты вызвали подозрения, потому что ни один источник (например, письмо) не было найдено. Вполне возможно, что «загрязнение» было из-за бумаги побочных продуктов, а не рицина.
Тем не менее, позже тесты подтвердили, что начальные испытания не показали ложного положительного результата и вещество являлось действительно рицином. К концу марта 2005 года не было подозреваемых и не было источника, подтверждающего рицин, найденный в офисе сенатора Фриста. На 2008 год между инцидентом в офисе Фриста и случаем с «Падшим Ангелом» никакой прямой связи не было найдено, а также не было информации о происхождении найденного рицина в офисе Фриста.